# بیتوپرتین
بیتوپرتین (انگلیسی: Bitopertin) یک مهارکننده بازجذب گلیسین است که به عنوان مکملی برای داروهای ضد روان پریشی برای درمان علائم منفی مداوم یا علائم مثبت کنترل شده غیربهینه مرتبط با اسکیزوفرنی در دست توسعه است.